# مبانی تفکرات اقتصادی و توسعه ژاپن
مبانی تفکرات اقتصادی و توسعه ژاپن: تداوم و تغییر تألیف محمد نقی‌زاده است که توسط شرکت سهامی انتشار در ۱۷ بهمن ۱۳۸۴ منتشر شد و در بیست و چهارمین دوره جایزه کتاب سال جمهوری اسلامی ایران، به‌عنوان «کتاب سال ایران» برگزیده شد.
این کتاب با پیشگفتار دکتر کی تا اوچی (kei takeuchi) استاد ممتاز اقتصاد دانشگاه توکیو و رئیس شورای آمار، انجمن آمار و مرکز انتشارات علمی ژاپن در خصوص وضعیت اقتصادی ژاپن از یک صد و پنجاه سال قبل تا کنون به چاپ رسیده‌است.

## فهرست مطالب
فصل اول :سیر تفکرات اقتصادی ژاپن در عصر توکوگاوا
فصل دوم :روشنگری و تفکرات اقتصادی عصر میجی تا آغاز جنگ جهانی اول
فصل سوم :تفکرات اقتصاد دانان مارکسیست ژاپن بین دو جنگ جهانی
فصل چهارم :تفکرات اقتصاددانان غیر مارکسیست ژاپن بین دو جنگ دوم جهانی
فصل پنجم :تفکرات اقتصاددانان مارکسیست ژاپن پس از جنگ دوم جهانی
فصل ششم :تفکرات اقتصاددانان ژاپن در دوران بازسازی و رشد سریع بعد از جنگ دوم جهانی
فصل هفتم :مسائل محیط ریست، مخالفان رشد، نظریه پایان اقتصاد نئوکلاسیک و تأکید بر بی مانندی ارزش‌های ژاپنی در دهه ۱۹۷۰ و ۱۹۸۰
فصل هشتم :علم اقتصاد به عنوان تولیدی فرهنگی و معیار مطلوبیت نظام اقتصادی در هر عصر